# 针刺
針刺是一種治療方法，將特殊的針插入或與身體接觸，以刺激身體上的特定點。它以中醫等經典理論為基礎，分別在中國、日本和韓國發展起來。 其中，韓國十分重視針刺，有「一針二灸三藥」之稱。 在中醫中，通過刺激穴位，氣通過被稱為經絡的路徑流動的異常得到糾正。科學研究尚未發現「氣」、「經」、「穴」等中醫概念中存在任何組織學或生理學的相互關係。一些現代從業者使用不基於傳統中醫技術的針刺。